# Euschistus quadrator
Euschistus quadrator är en insektsart som beskrevs av Rolston 1874. Euschistus quadrator ingår i släktet Euschistus och familjen bärfisar. Inga underarter finns listade i Catalogue of Life.